# Comuna de Dzierzgoń
Dzierzgoń (polaco: Gmina Dzierzgoń) é uma gminy (comuna) na Polónia, na voivodia de Pomerânia e no condado de Sztumski. A sede do condado é a cidade de Dzierzgoń.
De acordo com os censos de 2004, a comuna tem 9603 habitantes, com uma densidade 73,1 hab/km².

## Área
Estende-se por uma área de 131,4 km², incluindo:
- área agricola: 86%
- área florestal: 2%

## Demografia
Dados de 30 de Junho 2004:
|                      | Total   | Total | Mulheres | Mulheres | Homens  | Homens |
| -------------------- | ------- | ----- | -------- | -------- | ------- | ------ |
|                      | pessoas | %     | pessoas  | %        | pessoas | %      |
| População            | 9603    | 100   | 4830     | 50,3     | 4773    | 49,7   |
| Densidade (pop./km²) | 73,1    | 100   | 36,8     | 36,8     | 36,3    | 36,3   |

De acordo com dados de 2005, o rendimento médio per capita ascendia a 1854,04 zł.

## Comunas vizinhas
- Markusy, Mikołajki Pomorskie, Rychliki, Stare Pole, Stary Dzierzgoń, Stary Targ